# Trąbkonos
Trąbkonos (Harpiola) – rodzaj ssaków z podrodziny tubonosów (Murininae) w obrębie rodziny mroczkowatych (Vespertilionidae).

## Zasięg występowania
Rodzaj obejmuje gatunki występujące w północnych i północno-wschodnich Indiach, północno-zachodnim i środkowym Wietnamie oraz na Tajwanie.

## Morfologia
Długość ciała (bez ogona) 43–53 mm, długość ogona 24,5–36 mm, długość ucha 12,1–15 mm, długość tylnej stopy 5,8–8,1 mm, długość przedramienia 30–37,3 mm; masa ciała 3,4–8 g.

## Systematyka
Rodzaj zdefiniował w 1915 roku angielski zoolog Oldfield Thomas w artykule poświęconym nowemu rodzajowi nietoperza z Himalajów opublikowanym na łamach The Annals and magazine of natural history. Na gatunek typowy Thomas wyznaczył (oryginalne oznaczenie) trąbkonosa szarego (H. grisea).

### Etymologia
Harpiola: rodzaj Harpyia Illiger, 1811 (rurkonos); łac. przyrostek zdrabniający -ola.

### Podział systematyczny
Do rodzaju należą następujące gatunki:
- Harpiola grisea (W. Peters, 1872) – trąbkonos szary
- Harpiola isodon Kuo Haochih, Fang Yinping, Csorba & Lee Lingling, 2006 – trąbkonos formozański